# Federazione radio televisioni
La Federazione radio televisioni (FRT) è una federazione nata nel 1984 dalla fusione tra la Federazione italiana editori radio e televisioni (FIERTI) e la Federazione italiana emittenti locali (FIEL), rispettivamente rappresentate da Paolo Cavallina e Vito Scalia. Alla FRT aderì nei mesi successivi anche la FILET Confcommercio con Roberto Giovannini.
La FRT ha sede a Roma ed è l'associazione di categoria degli imprenditori radiotelevisivi privati italiani maggiormente rappresentativa.
Ad essa, fino al 2013, facevano capo quattro associazioni:
- Associazione TV Nazionali;
- Associazione TV Locali;
- Associazione Radio;
- Associazione di fornitori di contenuti a diffusione satellitare.

Aderivano alla Federazione le tre reti del Gruppo Mediaset (Canale 5, Italia 1, Rete 4), LA7, TV8, Nove, alcuni fornitori di contenuti per canali satellitari (tra cui SuperTennis, Eurosport e QVC), 135 emittenti televisive locali (quasi tutte le più importanti in termini di ascolti, fatturati ed occupazione) 6 radio nazionali (RTL 102,5, Radio Monte Carlo, Radio 105, Radio Kiss Kiss, Radio Italia solomusicaitaliana e Virgin Radio) e 180 radio locali, anch'esse tra le più significative. Le emittenti associate alla FRT rappresentano – in termini di ascolto, di fatturato e di occupazione – oltre il 95% dell'intero settore televisivo privato e circa il 60% di quello radiofonico.
La FRT è associata alla Confindustria servizi innovativi e tecnologici (federazione della Confindustria per l'informazione e l'informatica) e a DGTVi, l'associazione per lo sviluppo e la promozione della televisione digitale in Italia.
La federazione si pone come l'organismo maggiormente rappresentativo in campo nazionale del settore radiotelevisivo privato ed è l'associazione di parte datoriale firmataria del contratto collettivo nazionale di lavoro delle imprese radiotelevisive private con i sindacati confederali CGIL, CISL e UIL, un contratto che fornisce occupazione, compreso l'indotto, di 20.000 persone.
L'Assemblea del 27 giugno 2013 ha approvato le modifiche allo statuto della federazione che prevedono l'uscita dell'Associazione TV Nazionali e quella dell'Associazione di fornitori di contenuti a diffusione satellitare. Pertanto, oggi la FRT è composta solo dall'Associazione Tv Locali e dall'Associazione Radio.
In conseguenza di tali modifiche l'attuale FRT si propone di rappresentare in ambito nazionale attraverso l'adesione a Confindustria Radio Televisioni il settore dell'emittenza radiotelevisiva locale.

## Attività
La FRT:
- garantisce la tutela giuridica e morale delle aziende esercenti emittenti radio e televisioni private;
- offre assistenza ai propri associati ad ogni livello nel rapporto con gli organismi istituzionali nazionali e comunitari;
- partecipa ad iniziative finalizzate alla regolamentazione del settore;
- mette a disposizione delle aziende associate un tavolo di informazione e di confronto al fine di promuovere la massima collaborazione tra le emittenti;
- stipula con i sindacati confederali CGIL-CISL-UIL il Contratto Collettivo Nazionale di Lavoro per i dipendenti di imprese radio televisione private;
- promuove ed organizza studi e ricerche su tematiche di interesse per il settore;
- ha sottoscritto nel 1993 insieme alle più importanti associazioni di genitori, insegnanti, utenti e consumatori, il codice di autoregolamentazione convenzionale tv e minori che detta norme atte a garantire la tutela si giovani teleutenti nelle fasce di ascolto ad essi dedicate.

## Organigramma
- Presidente federale: Maurizio Giunco
- Presidente Associazione TV Locali: Maurizio Giunco
- Presidente Associazione Radio: Roberto Giovannini

## Presenza organismi
La FRT è presente, con propri rappresentanti, nei seguenti organismi:
- Autorità per le Garanzie nelle Comunicazioni
  - Comitato processi in TV
- Auditel
  - Consiglio di amministrazione, comitato tecnico, comitato commerciale
- Audiradio
  - Comitato tecnico
- DGTVi
  - Consiglio di amministrazione e coordinamento Operativo
- Confindustria servizi innovativi e tecnologici
- Istituto dell'autodisciplina pubblicitaria (IAP)
- Ministero dello Sviluppo Economico - Comunicazioni
  - Commissione per il riassetto del sistema radiotelevisivo
  - Comitato media e minori
  - Comitato televendite dei servizi di astrologia, cartomanzia e pronostici
  - Comitato Italia digitale - Comitato e gruppo tecnico
- Presidenza del Consiglio dei ministri, Dipartimento per l'informazione e l'editoria
  - Commissioni per l'erogazione delle provvidenze alle televisioni e alle radio locali